# 1992年バルセロナオリンピックのインドネシア選手団
1992年バルセロナオリンピックのインドネシア選手団（1992ねんバルセロナオリンピックのインドネシアせんしゅだん）は、1992年7月25日から8月9日にかけてスペインのカタルーニャ州バルセロナで開催された1992年バルセロナオリンピックのインドネシア選手団、およびその競技結果。

## 概要
今大会は金メダル2個、銀メダル2個、銅メダル1個の合計5個のメダルを獲得した。

## メダル
| メダル | 選手名                            | 競技         | 種目           |
| ------ | --------------------------------- | ------------ | -------------- |
| 金     | アラン・ブディクスマ              | バドミントン | 男子シングルス |
| 金     | スシ・スサンティ                  | バドミントン | 女子シングルス |
| 銀     | アーディー・ウィラナタ            | バドミントン | 男子シングルス |
| 銀     | エディ・ハルトノ ルディ・グナワン | バドミントン | 男子ダブルス   |
| 銅     | ヘルマワン・スサント              | バドミントン | 男子シングルス |